# (9157) 1983 RB4
1983 أر بي 4 (ويعرف أيضًا باسم (9157) 1983 أر بي 4 وفق تسمية الكوكب الصغير) (بالإنجليزية: 1983 RB4)‏ هو كويكب ضمن حزام الكويكبات؛ وترتيبه 9157 من حيث الاكتشاف.
اكتُشف هذا الجُرم الفلكي بواسطة نورمان جي. توماس في 2 سبتمبر 1983.

## وصلات خارجية
- (9157) 1983 RB4 في قاعدة بيانات مختبر الدفع النفاث لأجرام النظام الشمسي الصغيرة

- الاكتشاف · مخطط المدار ·  العناصر المدارية · المعلمات المادية

- (9157) 1983 RB4 على موقع ويكي سكاي: DSS2, SDSS, GALEX, IRAS, Hydrogen α, X-Ray, Astrophoto, Sky Map, Articles and images